# East Asia Super League
La East Asia Super League è una competizione internazionale di basket , a cui partecipano club provenienti da Giappone, Corea del Sud, Filippine, Taiwan, Hong Kong e Macao.
Dal 2017 al 2019, l'EASL ha organizzato quattro tornei pre-campionato (il Super 8 e il Terrific 12), con la partecipazione di club di campionati di basket professionistici selezionati nella regione. Con il sostegno ufficiale della FIBA Asia, l'EASL ha effettuato la transizione verso un campionato a tutti gli effetti. La prima stagione di questo nuova formato si è tenuto nel 2023 ed ha visto la partecipazione di otto squadre.

## Storia
La East Asia Super League è stata co-fondata da Matt Beyer e Henry Kerins nel 2016 , con il nome iniziale di Asia League, in risposta a ciò che i fondatori consideravano una mancanza di tornei internazionali di alto livello dove  partecipassero anche dei club di basket dell'Asia Orientale, tenendo anche conto della larghissima popolazione della regione, circa 2 miliardi di persone, che potrebbe rappresentare un potenziale mercato molto fruttuoso per un torneo regionale per club. L'Asia League doveva essere la controparte dell'Asia orientale della NBA Summer League, dove le squadre professionistiche asiatiche potevano competere l'una contro l'altra senza creare conflitti con i programmi delle leghe nazionali.
La missione originaria che si prefissarono i fondatori era quella di poter organizzare un torneo di basket con squadre di club provenienti dai migliori campionati asiatici: CBA (Cina), B.League (Giappone), KBL (Corea del Sud), PBA (Filippine), SBL (Taiwan). e ABL (Sud-Est asiatico, Cina e Taiwan), anche se nonostante gli inviti nessuna squadra della ABL ha mai preso parte alla competizione.

### L'era dei tornei pre-campionato

#### Super 8 (2017-2018)
Il primo torneo dell'EASL, allora chiamato Asia League, è stato il Super 8: Macau Basketball Invitational, che ha coinvolto otto squadre, nel settembre 2017, presso lo Studio City Event Center di Macao. Le otto squadre che presero parte all'edizione inaugurale furono: Zhejiang Lions, Shenzhen Aviators, Goyang Orions, Seoul Thunders, Fubon Braves, Pauian Archiland, Chiba J. Funabashi e Ryukyu G. Kings.
Gli organizzatori inizialmente soprannominarono il torneo "Asia League", ma ciò portò a una controversia legale con la FIBA sul nome della lega, in quanto la FIBA ritenne che il marchio e il marketing del torneo fossero in conflitto con quello della propria FIBA Asia Champions Cup. La controversia portò alla ridenominazione della competizione in "Super 8" e il torneo fu poi ufficialmente riconosciuto dalla FIBA.
Il torneo inaugurale del Super 8 venne infine vinto dai Chiba J. Funabashi provenienti dalla B.League del Giappone, con i cinesi del Zhejiang Lions al secondo posto e id i sudcoreani del Goyang Orions in terza piazza. L'evento raccolte oltre 21 milioni di visualizzazioni in tutto il mondo per questa sua prima edizione.
Una seconda edizione del torneo, soprannominata Summer Super 8,si è tenuta nel luglio 2018 presso il Macau East Asian Games Dome de ha visto l'ingresso di due squadre di club professionistici provenienti dalla Philippine Basketball Association,il NLEX Road Warriors e Blackwater Elite, che si unirono alle altre sei squadre in competizione: Guangzhou L. Lions, Xinjiang F. Tigers, Seoul Thunders, Incheon Elephants, Rizing Z. Fukuoka e  Formosa Dreamers. Al termine della competizione la squadra cinese del Guangzhou L. Lions ha ottenuto il primo posto, mentre il Seoul Thunders è arrivato al secondo posto davanti ai connazionali dell' Incheon Elephants terminati al terzo posto.

#### Terrific 12 (2018-2020)
Nel 2018, il torneo Super 8 è stato ampliato in un formato più ampio chiamato The Terrific 12, con 12 squadre che avrebbero preso parte alla competizione invece di otto. La prima edizione del nuovo torneo svoltosi nel 2018 venne organizzato in collaborazione con lo Sports Bureau of Macau SAR government, con le gare che si svolsero presso lo Studio City Event Center di Macao.

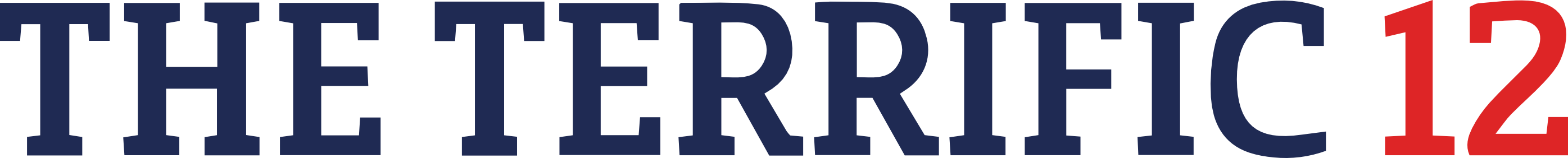
Il logo del torneo quando aveva la denominazione di "Terrific 12"

Alla competizione presero parte: Shandong Heroes, Guangzhou L. Lions, Zhejiang Guangsha Lions, Xinjiang Flying Tigers, Ulsan Phoebus, Seoul Samsung Thunders, Fubon Braves, Yulon Luxgen Dinos, Nagoya D. Dolphins, Ryukyu Golden Kings e Chiba Jets. I Ryukyu G. Kings, dal Giappone hanno ottenuto la vittoria del torneo vincendo contro i cinesi del Guangzhou L. Lions, mentre i sudcoreani del Seoul Thunders hanno conquistato il terzo posto.
Nel 2019, l'Asia League è stata rinominata East Asia Super League ed ha organizzato ed realizzato la seconda edizione del Terrific 12 presso il Tap Seac Multi-Sports Pavilion di Macao dal 17 al 22 settembre. Le squadre in competizione per questa edizione erano: Liaoning Flying Leopards, Shenzhen Aviators, Zhejiang Guangsha Lions, Chiba Jets, Niigata Albirex BB, Ryukyu Golden Kings, Utsonomiya BREX, Jeonju KCC Egis, Seoul SK Knights, Blackwater Elite, TNT KaTropa e San Miguel Beermen.
L'edizione 2019 ha visto anche il debutto all'EASL dell'ex giocatore NBA e Lance Stephenson, che ha ottenuto anche il premio di MVP dopo la sua prestazione da 34 punti nella finale del campionato, grazie ai quali ha aiutato i cinesi del Liaoning F. Leopards ad ottenere la vittoria per 83-82 sui sudcoreani del Seoul Knights. L'altra squadra cinese del Zhejiang Lions hanno vinto la finalina per il terzo posto battendo la squadra delle Filippine del S. Miguel Beermen.
La terza edizione del torneo si sarebbe dovuta tenere nel settembre 2020 ma è stata annullata a causa della pandemia di COVID-19.

### La nuova EASL (2023-)
Nell'agosto 2020, EASL e FIBA hanno stipulato un accordo pluriennale che garantisce il riconoscimento per la East Asia Super League, da parte della FIBA, per organizzare un vero e proprio campionato stagionale con club provenienti da Giappone, Corea del Sud, Filippine e Taiwan . La stagione inaugurale avrebbe previsto la partecipazione di 8 squadre ed era stato previsto che giocassero partite in casa e fuori casa l'una contro l'altra con le prime quattro squadre, al termine della stagione regolare, che sarebbero avanzate alle Final Four.
La P. League+ (Taiwan), la Philippine Basketball Association, la Korean Basketball League (Corea del Sud) e la B.League (Giappone) si impegnarono ad inviare delle loro squadre per la competizione. Mentre la stessa EASL decise di creare una franchigia propria da far competere nella competizione i Bay Area Dragons, destinata a rappresentare la "Grande Cina".
L'EASL ha ricevuto in questa sua fase di trasformazione un sostegno finanziario di alto profilo. Secondo quanto riferito, il gruppo d'investimento americano, il The Raine Group, insieme ad ex star della NBA come Metta Sandiford-Artest, Baron Davis e Shane Battier nel dicembre 2021 avrebbero investito nell'EASL.
Il lancio dell'EASL sarebbe però stato ostacolato dalla pandemia di COVID-19, che costrinse gli organizzatori ad annullare i piani per tenere l'edizione inaugurale della nuova competizione, con il formato delle partite in casa e trasferta, già nel 2022.
Al posto del torneo annullato del 2022, venne organizzata la EASL Champions Week 2023. Originariamente questo torneo a cui presero parte 8 squadre come era stato previsto, venne pensato come un torneo pre-campionato per la vera e propria stagione 2023-2024, ed i sudcoreani del Anyang K.G.C. furono i primi ad essere incoronati campioni.
Il torneo però sarebbe stato successivamente designato retroattivamente come la prima stagione effettiva dell'EASL; trasformando in questa maniera l'edizione 2023-2024 nella seconda stagione della East Asian Super League, che si è conclusa con la vittoria della squadra del Giappone del Chiba J. Funabashi.
Per la terza edizione in programma per la stagione 2024-2025, il numero di squadre partecipanti resterà di 8. Ma è prevista un'espansione per la stagione 2025-2026; con altre otto squadre che si dovrebbero aggiungere alla competizione portando il totale dei partecipanti a 16 squadre.

## Leghe rappresentate
La Super League dell'Asia orientale a partire dalla EASL Champions Week 2023 è rappresentata da squadre di specifici campionati nazionali
Dal 2021 al 2023, l'EASL ha mantenuto la propria franchigia indipendente da qualsiasi altro campionato nazionale, i Bay Area Dragons..
Nella stagione 2023-2024 sono hanno preso parte alla competizione quattro nazioni, Giappone, Corea del Sud, Filippine e Taiwan. Dalla stagione 2024-2025 il numero delle nazioni rappresentate è salito a 6 con l'ingresso di due squadre provenienti da Hong Kong e Macau.
Per la stagione 2025-2026 il numero delle nazioni che prendono parte alla competizioni salirà a 7, con l'ingresso dei campioni nazionali della Mongolia. Inoltre il 13 maggio 2025 la EASL ha assegnato un terzo slot alla B.League, riservato al vincitore della Coppa dell'Imperatore, portando il numero delle squadre partecipanti a 12.
| Campionato                         | Nazione       | Squadre |
| ---------------------------------- | ------------- | ------- |
| B.League                           | Giappone      | 3       |
| Korean Basketball League           | Corea del Sud | 2       |
| P. League+                         | Taiwan        | 2       |
| Philippine Basketball Association  | Filippine     | 2       |
| Hong Kong A1 Division Championship | Hong Kong     | 1       |
| The League                         | Mongolia      | 1       |
| Rappresentativa                    | Macau         | 1       |

### Tornei pre-season
I seguenti campionati sono stati rappresentati nei tornei preseason dell'EASL dal 2017 al 2020.
| Nazione       | Campionato                        |
| ------------- | --------------------------------- |
| Cina          | Chinese Basketball Association    |
| Taiwan        | Super Basketball League           |
| Giappone      | B.League                          |
| Corea del Sud | Korean Basketball League          |
| Filippine     | Philippine Basketball Association |

## Albo d'Oro

### Tornei pre-season
Super 8 (2017–2018)
| Stagione | Finaliste          | Finaliste | Finaliste      | Semifinaliste     | Semifinaliste | Semifinaliste      |
| Stagione | Campione           | Risultato | Secondo posto  | Terzo posto       | Risultato     | Quarto posto       |
| -------- | ------------------ | --------- | -------------- | ----------------- | ------------- | ------------------ |
| 2017     | Chiba J. Funabashi | 83–73     | Zhejiang Lions | Goyang Orions     | 88–71         | Ryukyu G. Kings    |
| 2018     | Guangzhou L. Lions | 78–72     | Seoul Thunders | Incheon Elephants | 67–62         | NLEX Road Warriors |

The Terrific 12 (2018–2020)
| 2018 | Ryukyu G. Kings                               | 85–76                                         | Guangzhou L. Lions                            | Seoul Thunders                                | 105–92                                        | Nagoya D. Dolphins                            |                                               |                                               |                                               |                                               |
| 2019 | Liaoning F. Leopards                          | 83–82                                         | Seoul Knights                                 | Zhejiang Lions                                | 91–89                                         | S. Miguel Beermen                             |                                               |                                               |                                               |                                               |
| 2020 | Cancellata a causa della Pandemia di COVID-19 | Cancellata a causa della Pandemia di COVID-19 | Cancellata a causa della Pandemia di COVID-19 | Cancellata a causa della Pandemia di COVID-19 | Cancellata a causa della Pandemia di COVID-19 | Cancellata a causa della Pandemia di COVID-19 | Cancellata a causa della Pandemia di COVID-19 | Cancellata a causa della Pandemia di COVID-19 | Cancellata a causa della Pandemia di COVID-19 | Cancellata a causa della Pandemia di COVID-19 |

EASL Champions Week (2023)
| Stagione | Sede Final Four | Squadre | Finaliste     | Finaliste | Finaliste     | Semifinaliste    | Semifinaliste | Semifinaliste   |
| Stagione | Sede Final Four | Squadre | Campione      | Risultato | Secondo posto | Terzo posto      | Risultato     | Quarto posto    |
| -------- | --------------- | ------- | ------------- | --------- | ------------- | ---------------- | ------------- | --------------- |
| 2023     | Okinawa         | 8       | Anyang K.G.C. | 90–84     | Seoul Knights | Bay Area Dragons | 90–70         | Ryukyu G. Kings |

### East Asia Super League (2023–presente)
| 2023-24 | Lapu-Lapu                 | 8  | Chiba J. Funabashi | 72–69          | Seoul Knights  | Anyang K.G.C.  | 78–76          | N. T. Kings     |                |                |
| 2024-25 | Cotai                     | 10 | Hiroshima Drag.    | 72–68          | Taoyuan Pilots | N. T. Kings    | 84–80          | Ryukyu G. Kings |                |                |
| 2025-26 | non conosciuta (bandiera) | 12 | Da determinare     | Da determinare | Da determinare | Da determinare | Da determinare | Da determinare  | Da determinare | Da determinare |

## Vittorie per club
La seguente tabella riporta solo i vincitori delle edizioni della East Asia Super League, non sono compresi quelli dei tornei pre-campionato.
| Club               | Vittorie | 2° posto | Edizioni vinte | Edizioni 2° posto |
| ------------------ | -------- | -------- | -------------- | ----------------- |
| Hiroshima Drag.    | 1        | 0        | 2024-25        | —                 |
| Chiba J. Funabashi | 1        | 0        | 2023-24        | —                 |
| Taoyuan Pilots     | 0        | 1        | —              | 2024-25           |
| Seoul Knights      | 0        | 1        | —              | 2023-24           |

## East Asia Super LeagueFinal 4MVP
| Stagione | Giocatore        | Squadra            | Note   |
| -------- | ---------------- | ------------------ | ------ |
| 2023-24  | Yuki Togashi (1) | Chiba J. Funabashi | [ 35 ] |
| 2024-25  | Dwayne Evans (1) | Hiroshima Drag.    | [ 36 ] |